# Chen Siyi
Chen Siyi (Fuzhou, China, 12 de febrero de 1998) es una gimnasta artística china, dos veces subcampeona del mundo con su país en el concurso por equipos, en los mundiales de Nanning 2014 y Glasgow 2015.

## Carrera deportiva
En el Mundial de Nanning 2014 gana la medalla de plata en el concurso por equipos; las otras seis componentes del equipo chino fueron: Yao Jinnan, Huang Huidan, Shang Chunsong, Bai Yawen, Tan Jiaxin y Xie Yufen. La medalla de oro la ganó el equipo estadounidense.
Junto con su equipo vuelve a ganar la medalla de plata en el Mundial de Glasgow 2015; las otras seis componentes eran: Fan Yilin, Mao Yi, Shang Chunsong, Tan Jiaxin, Wang Yan y Zhu Xiaofang. La medalla de oro la volvió a ganar el equipo estadounidense.